# Last Resort (Lied)
Last Resort (englisch für „Letzter Ausweg“) ist ein Lied der US-amerikanischen Rockband Papa Roach aus dem Jahr 2000. Das Stück ist die erste Singleauskopplung ihres zweiten Studioalbums Infest.

## Inhalt
Last Resort behandelt die Themen Selbstverletzendes Verhalten und Suizid.

“Cut my life into pieces

This is my last resort

Suffocation

No breathing

Don’t give a fuck if I cut my arm, bleeding”

In einem Interview mit Songfacts.com äußerte sich Papa-Roach-Mitglied Tobin Esperance über den Inhalt wie folgt:
„Ich denke, die Texte hatten viel damit zu tun. Denn ursprünglich ging es in dem Song um einen Freund von uns, mit dem wir aufgewachsen sind, der eine schwere Zeit in seinem Leben hatte. Und da war dieses Selbstmordelement, das während des Heranwachsens und den Kämpfen des Lebens aufkam, mit der Frage, ob du weitermachen willst oder nicht. Ich denke, dass viele Leute damit verbunden sind. Kindern, die auch diese Gefühle durchgemacht haben, halfen die Texte wirklich, sich mit diesem Lied zu verbinden.“

## Kommerzieller Erfolg

### Chartplatzierungen
Last Resort stieg am 2. Oktober 2000 auf Platz 27 in die deutschen Singlecharts ein und erreichte am 13. November 2000 mit Rang vier die Höchstposition. Insgesamt konnte es sich 17 Wochen in den Top 100 halten, sechs Wochen davon in den Top 10.
| ChartsChartplatzierungen       | Höchstplatzierung | Wochen |
| ------------------------------ | ----------------- | ------ |
| Deutschland (GfK)              | 4 (17 Wo.)        | 17     |
| Österreich (Ö3)                | 7 (19 Wo.)        | 19     |
| Schweiz (IFPI)                 | 25 (21 Wo.)       | 21     |
| Vereinigte Staaten (Billboard) | 57 (20 Wo.)       | 20     |
| Vereinigtes Königreich (OCC)   | 3 (14 Wo.)        | 14     |

| ChartsJahrescharts (2000) | Platzierung |
| ------------------------- | ----------- |
| Deutschland (GfK)         | 47          |

| ChartsJahrescharts (2001)    | Platzierung |
| ---------------------------- | ----------- |
| Vereinigtes Königreich (OCC) | 95          |

### Auszeichnungen für Musikverkäufe
Im November 2023 wurde die Single für mehr als eine Million verkaufte Einheiten in Deutschland mit einer doppelten Platin-Schallplatte ausgezeichnet. Damit zählt sie zu den meistverkauften Rocksongs des Landes sowie zu den meistverkauften Singles der 2000er-Jahre. Bereits im Jahr 2018 erreichte die Single Platinstatus sowie Goldstatus im Jahr der Veröffentlichung. Im Vereinigten Königreich erhielt das Lied 2023 für über 1,2 Millionen Verkäufe ebenfalls eine doppelte Platin-Schallplatte. Zudem wurde es in den Vereinigten Staaten für mehr als sechs Millionen Verkäufe 2024 mit sechsfach-Platin ausgezeichnet.
| Land/Region                  | Auszeichnungen für Musikverkäufe (Land/Region, Auszeichnung, Verkäufe) | Verkäufe  |
| ---------------------------- | ---------------------------------------------------------------------- | --------- |
| Brasilien (PMB)              | Gold                                                                   | 30.000    |
| Dänemark (IFPI)              | Platin                                                                 | 90.000    |
| Deutschland (BVMI)           | 2× Platin                                                              | 1.200.000 |
| Italien (FIMI)               | Platin                                                                 | 100.000   |
| Neuseeland (RMNZ)            | 4× Platin                                                              | 120.000   |
| Spanien (Promusicae)         | Platin                                                                 | 60.000    |
| Vereinigte Staaten (RIAA)    | 6× Platin                                                              | 6.000.000 |
| Vereinigtes Königreich (BPI) | 2× Platin                                                              | 1.200.000 |
| Insgesamt                    | 1× Gold · 17× Platin ·                                                 | 8.800.000 |